# Diego Ronchini
Diego Ronchini (* 9. Dezember 1935 in Imola; † 18. April 2003 ebenda) war ein italienischer Radrennfahrer und Teammanager.

## Sportliche Laufbahn
Ronchini war Straßenradsportler. Als Amateur gewann er 1955 den Piccolo Giro di Lombardia, eine Etappe im Giro delle Marche dilettanti und die Coppa Arturo Lepori. Er fuhr ab 1. Oktober 1956 als Stagiaire beim Team Bianchi und wurde Achter bei der Lombardei-Rundfahrt 1956.
Ab 1957 wurde er Berufsfahrer im Radsportteam Bianchi und blieb bis 1964 als Radprofi aktiv. In seiner ersten Saison als Profi holte er den Sieg in der Lombardei-Rundfahrt vor Bruno Monti, 1960 kam er auf den 2. Platz. 1958 gewann er den Giro dell’Emilia und den Giro di Sicilia. 1959 war er im Giro del Lazio erfolgreich und gewann damit die nationale Meisterschaft im Straßenrennen. 1960 holte er Siege im Giro del Veneto und in der Trofeo Baracchi mit Romeo Venturelli als Partner. 1961 folgten Siege im Gran Premio Ciclomotoristico und im Giro dell’Emilia. 1962 gewann er den Giro di Romagna und 1964 den Giro della Provincia di Reggio Calabria. Dazu kamen weitere Siege in italienischen Eintagesrennen und Kriterien.
In der Trofeo Baracchi 1959 wurde er Zweiter, ebenso im Giro dell’Emilia 1960, im Giro di Sardegna, Giro del Lazio und Giro della Toscana 1962 sowie im Giro dell’Appennino 1963.
Ronchini fuhr die Tour de France zweimal – 1962 schied er aus und 1965 wurde er 86.
Den Giro d’Italia bestritt er siebenmal. Beim Sieg von Charly Gaul 1959 stand er als Dritter auf dem Podium. 1960 wurde er 8. und 1963 als er den Platz 5 in der Gesamtwertung erreichte, konnte er an insgesamt 10 Tagen das Maglia Rosa des Gesamtführenden tragen. 1958, 1962, 1964 und 1966 schied er jeweils aus.

## Erfolge
1957
- Lombardei-Rundfahrt
- GP Quarrata

1958
- Giro dell’Emilia
- Giro di Sicilia

1959
- Giro del Lazio
- Italienischer Meister – Straßenrennen

1960
- Trofeo Baracchi
- Giro del Veneto

1961
- Giro dell’Emilia
- eine Etappe Rom-Neapel-Rom

1962
- Giro di Romagna

1964
- Giro della Provincia di Reggio Calabria

### Weitere Platzierungen
| Grand Tour         | 1956 | 1957 | 1958 | 1959 | 1960 | 1961 | 1962 | 1963 | 1964 | 1965 | 1966 |
| ------------------ | ---- | ---- | ---- | ---- | ---- | ---- | ---- | ---- | ---- | ---- | ---- |
| Giro d’ItaliaGiro  | –    | DNF  | DNF  | 3    | 8    | –    | DNF  | 5    | DNF  | –    | DNF  |
| Tour de FranceTour | –    | –    | –    | –    | –    | –    | DNF  | –    | –    | 86   | –    |

| Monument            | 1956 | 1957 | 1958 | 1959 | 1960 | 1961 | 1962 | 1963 | 1964 | 1965 | 1966 |
| ------------------- | ---- | ---- | ---- | ---- | ---- | ---- | ---- | ---- | ---- | ---- | ---- |
| Mailand–Sanremo     | –    | 14   | 74   | 29   | 62   | 31   | 5    | –    | –    | –    | –    |
| Lombardei-Rundfahrt | 8    | 1    | 16   | 13   | 2    | –    | –    | –    | –    | –    | –    |